# Ozonisator
Een ozonisator is een apparaat dat vonken produceert, waarbij ozon vrijkomt. Ozon is een reactieve stof, die na enkele minuten ontbindt. Het gebruik van het apparaat is gebaseerd op het reactieve karakter van ozon:

## Gebruik
- In de jaren 60 werd dit apparaat gebruikt in veel toiletten in openbare plaatsen: ozon verdrijft de geuren.

- Het wordt gebruikt om het water in aquaria schoon te houden. Het geproduceerde ozon lost makkelijk in water op omdat het ozon ook een polair molecuul is. In een speciaal filtergedeelte reageert het ozon met moeilijk afbreekbare verbindingen en wordt het water ook gedesinfecteerd.

- Drinkwater wordt in sommige gevallen met ozon gedesinfecteerd, als alternatief voor chloor.

## Grens
De maximaal toelaatbare hoeveelheid ozon die mag vrijkomen bedraagt 0,05 ppm.